# Lambourne
Lambourne è una parrocchia civile di 1 828 abitanti della contea dell'Essex, in Inghilterra. Il centro principale della parrocchia è Abridge.